# Çavuşin
Çavuşin é uma vila localizada no distrito de Avanos, na província de Nevşehir, na região da Capadócia, Turquia. Está na estrada entre Avanos e Göreme, cerca de cinco quilômetros ao norte de Göreme. Possui cerca de 685 habitantes, de acordo com o censo demográfico de 2009.